# آدم كيسي
آدم كيسي (بالإنجليزية: Adam Casey)‏ (1 مايو 1986 في أستراليا - ) هو لاعب كرة قدم أسترالي في مركز الوسط. شارك مع منتخب أستراليا تحت 17 سنة لكرة القدم ومنتخب أستراليا الوطني لكرة القدم تحت 23 سنة. أما مع النوادي، فقد لعب مع بيلكونين يونايتد وسيدني إف سي وسيدني تايغرز ووولونغونغ وNorthern Fury FC ‏ وO'Connor Knights FC ‏ وDandenong Thunder SC ‏ وروكديل إليندين ‏ وNew Zealand Knights FC ‏ وTuggeranong United FC ‏.

## وصلات خارجية
- آدم كيسي على موقع قاعدة بيانات كرة القدم.إي يو (الإنجليزية)
- آدم كيسي على موقع عالم كرة القدم.نت (الإنجليزية)